# Paulino Lukudu Loro
Paolino Lukudu Loro, né le 23 août 1940 à Kuda Lodimi (Djouba, alors au Soudan) et mort le 5 avril 2021 à Nairobi (au Kenya), est un religieux catholique sud-soudanais, archevêque de Djouba, ville importante au Soudan puis capitale sud-soudanaise.

## Biographie
Il est ordonné prêtre le 12 avril 1970 à Vérone (Italie). 
Le 29 juillet 1997 il devient administrateur apostolique du diocèse d’El Obeid avant d'en devenir l'évêque le 27 mai 1979.
Le 19 février 1983, il est consacré archevêque de Djouba. Il préside la Conférence des évêques catholiques au Soudan — son nom d’alors — à deux reprises, de 1989 à 1993, puis de 1999 à 2006.
Le 24 juillet 2015 le pape ratifie son élection comme père synodal pour le Synode des évêques sur la mission de la famille dans l'Église et dans le monde qui aura lieu du 4 au 25 octobre suivant.

## Succession apostolique
Paulino Lukudu Loro a ordonné les évêques suivants :
- Évêque Santo Loku Pio Doggale (de) (2011)
- Cardinal Stephen Ameyu Martin Mulla (2019)
- Évêque Stephen Nyodho Ador Majwok (de) (2019)